# Matthew Langford Perry
Matthew Langford Perry (Williamstown, Massachusetts, 19. kolovoza 1969. – Los Angeles, Kalifornija, 28. listopada 2023.) bio je kanadsko-američki glumac najpoznatiji po ulozi Chandlera Binga iz NBC-jeva sitcoma Prijatelji kojeg je glumio 10 godina između 1994. i 2004., te 2002. zaradio nominaciju za Primetime Emmy. Nominiran je za Zlatni globus za ulogu u The Ron Clark Story. Jedan je od glavnih glumaca u filmu Ponovno 17.

## Vanjske poveznice
- Matthew Perry u internetskoj bazi filmova IMDb-u (engl.)